# Francho Tierraseca
Francisco «Francho» Tierraseca Galdón (1965)  es un funcionario y político español del Partido Socialista Obrero Español (PSOE), delegado del Gobierno en Castilla-La Mancha entre 2019 y 2023.  Desde 2024 dirige la FIIAPP, la fundación pública bajo protectorado del Ministerio de Asuntos Exteriores que se encarga de ejecutar programas de cooperación técnica y delegada entre Administraciones Públicas.

## Biografía
Nacido en 1965 en Viviers (Francia), se trasladó a Albacete. Estudió Ciencias Políticas y Sociología en la Universidad Nacional de Educación a Distancia (UNED) y obtuvo el máster en Paz, Seguridad y Defensa por el Instituto Universitario Gutiérrez Mellado de Madrid. Ejerció de profesor en el Instituto de Educación Secundaria Parque Lineal de Albacete, donde fue coordinador del programa Erasmus.
Entre 1995 y 1997 fue concejal del Ayuntamiento de Albacete representando a Izquierda Unida (IU). Posteriormente pasó a militar en el Partido Socialista Obrero Español (PSOE), siendo nombrado el 29 de junio de 2018 subdelegado del Gobierno en Albacete, cargo que desempeñó hasta marzo de 2019.
El 16 de marzo de 2019 fue nombrado delegado del Gobierno en Castilla-La Mancha. Cesó en diciembre de 2023, siendo sustituido por la exalcaldesa de Toledo, Milagros Tolón.
Desde 2024 dirige la FIIAPP, la fundación pública bajo protectorado del Ministerio de Asuntos Exteriores que se encarga de ejecutar programas de cooperación técnica y delegada entre Administraciones Públicas.